# Grabación magnética digital
Es el proceso de escritura de información de datos binarios mediante la magnetización del elemento usado para tal fin (p.e. Disco duro)
A diferencia de las señales analógicas, las digitales no presentan una variación continua, sino que contienen cambios leves, en forma escalonada.

## Factores que han influido en su desarrollo
La rápida proliferación de los sistemas de grabación digital en las últimas décadas es debida a diversos factores, tales como:
- Ergonomía y economía: los avances en la microelectrónica han permitido desarrollar arquitecturas con tamaños cada vez más reducidos, y los costes de producción en masa son relativamente bajos.

- Eficiencia: la información grabada digitalmente, con ceros y unos, prácticamente no sufre pérdidas o deterioro al ser tratada, copiada o reproducida.

- Velocidad: tanto para grabación como para reproducción, los sistemas digitales actuales alcanzan velocidades muy altas y el avance en su desarrollo es continuo.

- Datos: Q5883841